# Bibliotheca Mundi
Bibliotheca Mundi (pol. Biblioteka Świata) – seria wydawnicza wydawana w latach 1980–2005 przez Państwowy Instytut Wydawniczy. 
Tomy wydane w serii zawierają przekłady klasycznych dzieł literatury światowej okresu starożytności, średniowiecza i początku czasów nowożytnych. Ukazały się zarówno wznowienia tłumaczeń już istniejących, jak i przekłady nowe w tym co ważne również dzieł, które dotychczas nie zostały przełożone na język polski. W serii były wydawane najważniejsze zabytki literackie różnych, starych kręgów cywilizacyjnych, z nastawieniem na zabytki pozaeuropejskie (Japonia, Persja, starożytny Bliski Wschód). W poszczególnych tomach serii oprócz tekstu przekładu znajdują się erudycyjne wstępy wraz z przypisami niezbędnymi do zrozumienia tekstu, indeksy oraz inne dodatki. Pierwszym wydanym tytułem był Epos o Gilgameszu, swobodna kompilacja i parafraza dokonana przez Roberta Stillera z różnojęzycznych przekładów, głównie rosyjskiego. Nakład serii w latach 80. wynosił 20 tysięcy egzemplarzy. Tomy miały staranne opracowanie graficzne. Wydrukowano je plantinem, na wysokiej klasy papierze chamois. 

## Tomy wydane w serii
- Gilgamesz: epos starożytnego Dwurzecza, zrekonstruował i przeł. głównie z ros. oraz wstępem opatrzył Robert Stiller, Warszawa: Państwowy Instytut Wydawniczy, 1980 (wyd. 2 - 1982).
- Popol Vuh: Księga Rady Narodu Quiché, przeł. z hisz. Halina Czarnocka, Carlos Marrodán Casas, oprac. i wstępem poprzedziła Elżbieta Siarkiewicz, Warszawa: Państwowy Instytut Wydawniczy 1980.
- Ferdousi, Księga królewska: wybór, przeł. z perskiego i oprac. Władysław Dulęba, Warszawa: Państwowy Instytut Wydawniczy 1981.
- Pieśń o Rolandzie, wedle rękopisu oksfordzkiego w oprac. Józefa Bédier, przeł. z fr. Tadeusz Żeleński (Boy), wstępem i przypisami opatrzył Zygmunt Czerny, Warszawa: Państwowy Instytut Wydawniczy 1981 (wyd. 2 - 1984).
- Manusmryti, czyli Traktat o zacności; Swajambhuwa Manu, Kamasutra, czyli Traktat o miłowaniu; Watsjajana Mallanaga, przeł. z oryg. sanskr., wstępem, przedm., przypisami i słowniczkiem opatrzył Maria Krzysztof Byrski, Warszawa: Państwowy Instytut Wydawniczy 1985.
- Kamasutra, czyli Traktat o miłowaniu; Watsjajana Mallanaga, przeł. z oryg. sanskryckiego, wstępem, przedmową, przypisami, słowniczkiem i posłowiem opatrzył Maria Krzysztof Byrski, Warszawa: Państwowy Instytut Wydawniczy (wyd. 3 - 1988).
- Kojiki, czyli Księga dawnych wydarzeń, t. 1-2, przeł. z oryg. jap. i przypisami opatrzył Wiesław Kotański, Warszawa: Państwowy Instytut Wydawniczy 1986.
- Koran, z arab. przeł. i komentarzem opatrzył Józef Bielawski, Warszawa: Państwowy Instytut Wydawniczy 1986 (wyd. 2 - 1997).
- Publius Vergilius Maro, Eneida, przeł. z łac. i oprac. Zygmunt Kubiak, Warszawa: Państwowy Instytut Wydawniczy 1987.
- Opowieści Okrągłego Stołu, oprac. Jacques Boulenger, przeł. z fr. Krystyna Dolatowska, Tadeusz Komendant, wstępem i przypisami opatrzyła Ewa Dorota Żółkiewska, Warszawa: Państwowy Instytut Wydawniczy 1987.
- Homer, Dzieła, t. 1: Iliada, wstęp Zygmunt Kubiak, przeł. z grec. Franciszek Ksawery Dmochowski, z oryg. skolacjonował, oprac., komentarzem opatrzył i aneks zestawił Z. Kubiak, Warszawa: Państwowy Instytut Wydawniczy 1990.
- Homer, Dzieła, t. 2: Odyseja, wstęp Zygmunt Kubiak, przeł. z grec. Lucjan Siemieński, z oryg. skolacjonował, oprac., komentarzem opatrzył i aneks zestawił Z. Kubiak, Warszawa: Państwowy Instytut Wydawniczy 1990.
- Grzegorz z Nareku, Księga śpiewów żałobliwych, wybór, wstęp i przypisy Andrzej Mandalian, przeł. z ros. A. Mandalian i inni, Warszawa: Państwowy Instytut Wydawniczy 1990.
- Titus Lucretius Carus, O naturze rzeczy, przeł. z łac., wstępem i komentarzem opatrzył Grzegorz Żurek, Warszawa: Państwowy Instytut Wydawniczy 1994.
- Wilhelm z Lorris, Jan z Meun, Powieść o Róży, wybór, przekł. ze starofr. i wstęp Małgorzata Frankowska-Terlecka i Teresa Giermak-Zielińska, Warszawa: Państwowy Instytut Wydawniczy 1997.
- Kalevala, z fiń. przeł. i komentarzem opatrzył Jerzy Litwiniuk, Warszawa: Państwowy Instytut Wydawniczy 1998.
- Tajna historia Mongołów: anonimowa kronika mongolska z XIII wieku, z mong. przeł., wstępem i komentarzami opatrzył Stanisław Kałużyński, Warszawa: Państwowy Instytut Wydawniczy 2005 (wyd. 1 w tej edycji).